# Kaya Ålander
Kaya Karin Teresia Ålander, ursprungligen Karin Teresia Ålander, född 28 januari 1946 i Malmö S:t Petri församling, är en svensk vissångerska.
Ålander växte i huvudsak upp i Malmö men under en period även i Stockholm. Hon blev filosofie kandidat i litteraturhistoria, nordiska språk, fonetik och pedagogik vid Lunds universitet 1972 och avlade fritidspedagogexamen i Lund 1977. Hon studerade på Birkagårdens folkhögskolas musiklinje i Stockholm 1979–1981 och på Stockholms musikpedagogiska instituts sångpedagoglinje 1982–1985.
Under 1970-talet var Ålander aktiv i FNL-gruppernas sånggrupp Giai Phong i Lund och var 1973–1981 medlem i den feministiska musikgruppen Röda bönor från samma stad. Hon var körledare för Kör de Filé i Stockholm 1980–2001 och har bland annat även samarbetat med Jan Hammarlund. Under 2000-talet har hon i flera mandatperioder representerat Vänstern i Svenska kyrkan (ViSK) i kyrkomötet.

## Diskografi
- 1989 - Kaya (solo-LP, YTF LP-50920, återutgiven på CD 2003 med titeln Varför vi sjunger, Songline SOLICD 21)
- 1989 - När du går på morgonen/Hemlandet (singel, YTF SKÅ-01)
- 1997 - Jag kommer av ett brusand' hav, sånger & texter av Evert Taube (CD, tillsammans med Carin Ödquist, Songline SOLICD 11)